# Liga Premier de Azerbaiyán 2024-25
La Liga Premier de Azerbaiyán 2024-25 fue la 33.ª temporada de la Premier League de Azerbaiyán. La temporada comenzó el 2 de agosto de 2024 y finalizó el 25 de mayo de 2025.
El Qarabağ fue el defensor del título tras conquistar su liga número 11 en la temporada anterior.

## Formato
Los diez equipos participantes jugarán entre sí todos contra todos cuatro veces totalizando 36 partidos cada uno, al término de la fecha 36 el primer clasificado obtendrá un cupo para la primera ronda de la Liga de Campeones de la UEFA 2025-26, mientras que el segundo y tercer clasificado conseguirán un cupo para la segunda ronda de la Liga Conferencia de la UEFA 2025-26.
Un tercer cupo para la primera ronda de la Liga Europa de la UEFA 2025-26 será asignado al campeón de la Copa de Azerbaiyán.

## Equipos participantes
| Equipo        | Ciudad     | Estadio                               | Capacidad |
| ------------- | ---------- | ------------------------------------- | --------- |
| Araz-Naxçıvan | Najicheván | Dalga Arena                           | 6500      |
| Käpäz         | Ganja      | Ganja City                            | 26 120    |
| Neftchi Bakú  | Bakú       | Bakcell Arena                         | 11 000    |
| Qarabağ       | Ağdam      | Estadio Tofiq Bəhramov                | 31 200    |
| Sabah         | Absherón   | Bank Respublika Arena                 | 13 000    |
| Səbail        | Səbail     | ASCO Arena                            | 3200      |
| Shamakhi      | Shamaji    | Shamakhi City Stadium                 | 2200      |
| Sumgayit      | Sumqayit   | Mehdi Huseynzade Sumgait City Stadium | 8700      |
| Turan Tovuz   | Tovuz      | Tovuz City                            | 6500      |
| Zira          | Bakú       | Zira Olympic Sport Complex            | 1500      |

## Clasificación
| Pos. | Equipo        | Pts. | PJ | G  | E  | P  | GF | GC | Dif. | Clasificación 2024-25              |
| ---- | ------------- | ---- | -- | -- | -- | -- | -- | -- | ---- | ---------------------------------- |
| 1    | Qarabağ (C)   | 89   | 36 | 28 | 5  | 3  | 86 | 19 | +67  | Segunda ronda de Liga de Campeones |
| 2    | Zira          | 74   | 36 | 23 | 5  | 8  | 59 | 27 | +32  | Segunda ronda de Liga Conferencia  |
| 3    | Araz-Naxçıvan | 58   | 36 | 15 | 13 | 8  | 34 | 29 | +5   | Segunda ronda de Liga Conferencia  |
| 4    | Turan Tovuz   | 55   | 36 | 14 | 13 | 9  | 45 | 39 | +6   |                                    |
| 5    | Sabah         | 48   | 36 | 10 | 18 | 8  | 50 | 46 | +4   |                                    |
| 6    | Neftchi Bakú  | 43   | 36 | 10 | 13 | 13 | 39 | 49 | −10  |                                    |
| 7    | Shamakhi      | 36   | 36 | 9  | 9  | 18 | 32 | 46 | −14  |                                    |
| 8    | Sumgayit      | 33   | 36 | 9  | 6  | 21 | 31 | 53 | −22  |                                    |
| 9    | Käpäz         | 32   | 36 | 8  | 8  | 20 | 28 | 65 | −37  |                                    |
| 10   | Sabail (D)    | 22   | 36 | 4  | 10 | 22 | 28 | 59 | −31  | Descenso a Primera División        |

 Fuente: Soccerway

## Resultados
Los clubes juegan entre sí en cuatro ocasiones para un total de 36 partidos cada uno.
| Local \ Visitante | ARZ | KAP | NEF | QAR | SAB | SEB | SUM | SHA | TUR | ZIR |
| ----------------- | --- | --- | --- | --- | --- | --- | --- | --- | --- | --- |
| Araz-Naxçıvan     | —   | 1–0 | 1–1 | 1–4 | 0–1 | 3–2 | 1–0 | 1–0 | 1–0 | 1–1 |
| Käpäz             | 0–2 | —   | 4–3 | 0–5 | 2–3 | 1–0 | 0–0 | 0–2 | 0–3 | 0–4 |
| Neftchi Bakú      | 0–1 | 2–1 | —   | 0–3 | 0–2 | 3–1 | 1–1 | 2–2 | 0–0 | 2–1 |
| Qarabağ           | 2–0 | 3–0 | 4–0 | —   | 3–2 | 2–1 | 5–0 | 3–0 | 0–1 | 4–0 |
| Sabah             | 1–1 | 2–2 | 0–0 | 1–1 | —   | 1–0 | 3–1 | 2–2 | 2–2 | 0–2 |
| Sabail            | 0–2 | 4–0 | 1–1 | 0–3 | 2–4 | —   | 0–1 | 2–0 | 1–1 | 0–1 |
| Sumgayit          | 0–1 | 2–0 | 2–0 | 0–1 | 1–0 | 2–1 | —   | 2–1 | 2–4 | 0–2 |
| Shamakhi          | 0–1 | 0–1 | 0–0 | 0–1 | 3–1 | 0–0 | 1–0 | —   | 2–2 | 0–2 |
| Turan Tovuz       | 1–2 | 2–1 | 1–1 | 0–0 | 1–1 | 1–0 | 1–0 | 3–2 | —   | 1–0 |
| Zira              | 0–1 | 3–0 | 2–0 | 1–3 | 1–1 | 4–1 | 4–1 | 0–1 | 0–0 | —   |

| Local \ Visitante | ARZ | KAP | NEF | QAR | SAB | SEB | SHA | SUM | TUR | ZIR |
| ----------------- | --- | --- | --- | --- | --- | --- | --- | --- | --- | --- |
| Araz-Naxçıvan     | —   | 0–0 | 2–1 | 1–3 | 1–1 | 0–0 | 1–1 | 2–0 | 1–1 | 0–1 |
| Käpäz             | 0–0 | —   | 0–0 | 0–0 | 3–2 | 1–1 | 1–1 | 1–0 | 5–2 | 0–1 |
| Neftchi Bakú      | 1–1 | 2–2 | —   | 0–1 | 1–1 | 3–0 | 1–0 | 1–0 | 1–1 | 2–4 |
| Qarabağ           | 2–0 | 3–0 | 3–0 | —   | 1–1 | 5–0 | 3–2 | 2–0 | 1–2 | 1–0 |
| Sabah             | 2–2 | 0–1 | 1–0 | 1–1 | —   | 3–2 | 3–1 | 0–0 | 2–1 | 1–1 |
| Sabail            | 1–1 | 1–0 | 1–2 | 1–4 | 0–0 | —   | 0–2 | 1–4 | 0–0 | 0–1 |
| Shamakhi          | 0–1 | 2–1 | 0–2 | 0–1 | 1–0 | 1–1 | —   | 1–0 | 0–1 | 1–2 |
| Sumgayit          | 0–0 | 3–0 | 2–2 | 0–2 | 3–3 | 0–2 | 1–2 | —   | 0–1 | 0–3 |
| Turan Tovuz       | 1–0 | 4–0 | 1–2 | 1–4 | 2–1 | 1–1 | 1–1 | 1–2 | —   | 0–2 |
| Zira              | 1–0 | 2–0 | 1–2 | 3–2 | 1–1 | 1–0 | 3–0 | 3–1 | 1–0 | —   |

## Récords
El partido de derbi entre Neftçi y Qarabağ, disputado en el Neftçi Arena el 16 de febrero de 2025, se convirtió en el encuentro con mayor asistencia de la temporada 2024/25 de la Premier League, con 9.355 espectadores.

## Goleadores
- [4]

| Pos. | Jugador             | Equipo        | Goles |
| ---- | ------------------- | ------------- | ----- |
| 1    | Leandro Andrade     | Qarabağ       | 15    |
| 2    | Salifou Soumah      | Zira          | 12    |
| 3    | Davit Volkovi       | Zira          | 11    |
| 3    | Jesse Sekidika      | Sabah         | 11    |
| 4    | Felipe Santos       | Araz-Naxçıvan | 10    |
| 5    | Joy-Lance Mickels   | Sabah         | 9     |
| 5    | Nariman Akhundzada  | Qarabağ       | 9     |
| 5    | Raphael Utzig       | Zira          | 9     |
| 5    | Pavol Šafranko      | Sabah         | 9     |
| 6    | Filip Ozobić        | Neftchi       | 8     |
| 6    | Oleksiy Kashchuk    | Qarabağ       | 8     |
| 6    | Brahim Konaté       | Shamakhi      | 8     |
| 7    | Yassine Benzia      | Qarabağ       | 7     |
| 7    | Giorgi Papunashvili | Zira          | 7     |
| 7    | Alex Souza          | Turan Tovuz   | 7     |